# Буренко, Андрей Петрович
Андрей Петрович Буренко (15 ноября 1920, Васильков — 16 апреля 1997, Курск) — советский театральный актёр, народный артист РСФСР (1975).

## Биография
Андрей Петрович Буренко родился 15 ноября 1920 года (по другим источникам 25 декабря) в городе Василеве под Киевом в Киевской губернии, через несколько лет семья переехала в Курск. ( Семья была раскуркуленa  и выслана из села Велика Вiльшанка ;  дед растрелян в 1937 году,  посмертно реабилитирован  в 1958 г. )
```
В 1936—1939 годах учился в театральной студии в Курске (руководитель 
А. И. Канин
).
```

Участвовал в Великой Отечественной войне. Воевал сначала под Смоленском, будучи старшим сержантом, командовал минометным взводом, защищал Москву. Затем выходил из окружения под Рузой, участвовал в боях под Звенигородом. Попал в плен, но смог бежать с товарищем из товарного вагона, направлявшегося в Германию. После этого вновь попал на фронт, получил тяжелое ранение в ногу, только чудом удалось избежать ампутации. Участвовал в боях за освобождение Сум и Курска. Во время участия в Корсунь-Шевченковской операции был вновь ранен. Воевал в Румынии, Венгрии, Австрии, Чехословакии, где и закончил войну в составе дивизионного ансамбля песни и пляски.
В 1946 году демобилизовался и вернулся в Курск в родной театр. В 1946—1997 годах играл в Курском драматическом театре, сыграл почти 250 ролей русского и зарубежного репертуара. Начав с образов юных мечтателей, искателей приключений, постепенно перешёл на возрастные роли, всегда добивался подлинной сценической правды, находя яркие и точные детали для характеристики своего персонажа. Работал на радио.
В 1964—1991 годах возглавлял Курское отделение Союза театральных деятелей РСФСР.
Умер 16 апреля 1997 года.

### Семья
- Жена — Агнесса Вениаминовна Фролова, окончила театроведческий факультет Московского ГИТИСа, заведовала в Курском драматическом театре литературной частью, потом была директором театра. Её мать актриса Фридерика Ермолаевна Горская (1905—1985), заслуженная артистка РСФСР, играла в том же театре 40 лет.
- Дочь — Ирина Андреевна Привалова.

## Награды и премии
- Орден Красной Звезды (1945).
- Орден Трудового Красного Знамени (1967).
- Орден Октябрьской Революции.
- Медаль «За взятие Будапешта» (1946).
- Медаль «За взятие Вены» (1946).
- Медаль «За освобождение Праги» (1946).
- Медаль «За победу над Германией в Великой Отечественной войне 1941—1945 гг.» (1946).
- Юбилейная медаль «Двадцать лет Победы в Великой Отечественной войне 1941—1945 гг.» (1966).
- Юбилейная медаль «50 лет Вооружённых Сил СССР» (1969).
- Медаль «В ознаменование 100-летия со дня рождения Владимира Ильича Ленина» (1970).
- Заслуженный артист РСФСР (5.08.1963).
- Народный артист РСФСР (21.08.1975).
- Серебряная медаль имени А. Д. Попова за роль старшины Поприщенко в спектакле « Полк идёт» М. Шолохова (1980).
- Почётный гражданин города Курска (1995).

## Работы в театре
- «Люди, которых я видел» С. Смирнова
- «Двадцать дней без войны» К. Симонова
- «Коварство и любовь» Ф. Шиллера — Вурм
- «Пигмалион» Б. Шоу — Альфред Дулиттл
- «Совесть» по Д. Павловой — Якимов
- «На диком бреге» Б. Полевого — Литвинов
- «Девушка с кувшином» Лопе де Веги — Мартин
- «Волки и овцы» А. Н. Островского — Чугунов
- «Доходное место» А. Н. Островского — Вышневский
- «Вишнёвый сад» А. П. Чехова — Яша
- «Егор Булычов и другие» М. Горького — Булычов
- «Чудаки» М. Горького — Вукол Потехин
- «Третья патетическая» Н. Ф. Погодина — В. И. Ленин
- «Талант и неволя» О. С. Викторова — М. С. Щепкин
- «Иркутская история» А. Н. Арбузова — Сердюк
- «Протокол одного заседания» А. И. Гельмана — Потапов
- «Полк идёт» по М. А. Шолохову — Поприщенко
- «В степях Украины» А. Е. Корнейчука — Галушка
- «Проснись и пой!» М. Дьярфаша — Пишта
- «Поднятая целина» по М. Шолохову — дед Щукарь
- «Таблетку под язык» А. Е. Макаенка — Цыбулька
- «Свалка» А. А. Дударова — Пифагор
- «Усвятские шлемоносцы» Е. И. Носова — дед Селиван
- «Старший сын» А. Вампилова — Сарафанов
- «Крестный отец» по М. Пьюзо
- «Поминальная молитва» Г. Горина
- «Рыцарские страсти» В. Красногорова
- «Моя прекрасная леди» Ф. Лоу

## Память
- В 2002 году, в целях поощрения творческих достижений в области театрального искусства и сохранении памяти о выдающемся актере Курского драматического театра им. А. С. Пушкина, народном артисте России Андрее Петровиче Буренко, Комитетом по культуре Курской области была учреждена театральная премия имени А. П. Буренко.
- В 2005 году в Курской области учреждена театральная премия имени А. П. Буренко.
- В Курске на доме по улице Ленина, 108, где жил Буренко, установлена мемориальная доска.